# Rachel McQuillan
Rachel McQuillan (2 de diciembre de 1971) es una tenista profesional australiana, retirada de la actividad. Ganó cinco títulos de la WTA en la categoría dobles, al igual que 14 en sencillos y 21 en dobles en el circuito ITF. Alcanzó la semifinal en dobles mixto del Torneo de Roland Garros en 1995 y 1998 y en el US Open de 1996 con David Macpherson como compañero de equipo en las tres ocasiones. Ganó la medalla de bronce en los juegos olímpicos de Barcelona 1992 en dobles, acompañada de Nicole Bradtke. Alcanzó la posición n.º 28 en sencillos y la n.º 15 en dobles.

## Finales de WTA

### Sencillos 7
| Leyenda     |   |
| Grand Slam  | 0 |
| Torneos WTA | 0 |
| Tier I      | 0 |
| Tier II     | 0 |
| Tier III    | 0 |
| Tier IV & V | 0 |

| Resultado | No. | Fecha              | Torneo    | Superficie    | Oponente en la final | Marcador      |
| Finalista | 1.  | Septiembre de 1989 | Grecia    | Tierra batida | Cecilia Dahlman      | 3–6, 6–1 5–7  |
| Finalista | 2.  | Enero de 1990      | Australia | Dura          | Natalia Zvereva      | 4–6, 0–6      |
| Finalista | 3.  | Septiembre de 1990 | Austria   | Tierra batida | Claudia Kohde-Kilsch | 6–7, 4–6      |
| Finalista | 4.  | Mayo de 1991       | Francia   | Tierra batida | Radomira Zrubáková   | 6–7, 6–7      |
| Finalista | 5.  | Enero de 1992      | Australia | Dura          | Nicole Provis        | 3–6, 2–6      |
| Finalista | 6.  | Enero de 1994      | Australia | Dura          | Mana Endo            | 1–6, 7–6, 4–6 |
| Finalista | 7.  | Diciembre de 2000  | Australia | Dura          | Evie Dominikovic     | 2–6, 1–6      |

### Dobles 16 (5–11)
| Leyenda     |   |
| Grand Slam  | 0 |
| Torneos WTA | 0 |
| Tier I      | 0 |
| Tier II     | 0 |
| Tier III    | 4 |
| Tier IV & V | 1 |

| Títulos por superficie |   |
| Dura                   | 4 |
| Tierra batida          | 0 |
| Césped                 | 1 |
| Alfombra               | 0 |

| Resultado | No. | Fecha              | Torneo         | Superficie    | Compañera               | Oponentes                              | Marcador      |
| Finalista | 1.  | Febrero de 1990    | Japón          | Alfombra      | Jo-Anne Faull           | Gigi Fernández Liz Smylie              | 2–6, 2–6      |
| Finalista | 2.  | Septiembre de 1990 | Francia        | Alfombra      | Jo-Anne Faull           | Louise Field Catherine Tanvier         | 6–7, 7–6, 6–7 |
| Ganadora  | 3.  | Agosto de 1991     | Estados Unidos | Dura          | Claudia Porwik          | Nicole Arendt Shannan McCarthy         | 6–2, 6–4      |
| Finalista | 4.  | Septiembre de 1991 | Francia        | Alfombra      | Catherine Tanvier       | Patricia Tarabini Nathalie Tauziat     | 3–6, RET      |
| Finalista | 5.  | Febrero de 1992    | Japón          | Alfombra      | Sandy Collins           | Rennae Stubbs Helena Suková            | 6–3, 4–6, 5–7 |
| Finalista | 6.  | Mayo de 1992       | Italia         | Tierra batida | Radomira Zrubáková      | Amanda Coetzer Inés Gorrochategui      | 6–4, 3–6, 6–7 |
| Finalista | 7.  | Septiembre de 1992 | Francia        | Tierra batida | Noëlle van Lottum       | Patricia Tarabini Sandra Cecchini      | 5–7, 1–6      |
| Ganadora  | 8.  | Agosto de 1993     | Estados Unidos | Dura          | Claudia Porwik          | Florencia Labat Barbara Rittner        | 4–6, 6–4, 6–2 |
| Ganadora  | 9.  | Septiembre de 1993 | Hong Kong      | Dura          | Karin Kschwendt         | Debbie Graham Marianne Werdel-Witmeyer | 1–6, 7–6 6–2  |
| Finalista | 10. | Enero de 1994      | Australia      | Dura          | Jenny Byrne             | Laura Golarsa Natalia Medvédeva        | 3–6, 1–6      |
| Finalista | 11. | Enero de 1994      | Australia      | Dura          | Jenny Byrne             | Linda Wild Chanda Rubin                | 5–7, 6–4, 6–7 |
| Finalista | 12. | Agosto de 1994     | Estados Unidos | Dura          | Ginger Helgeson-Nielsen | Jana Novotná Arantxa Sánchez Vicario   | 3–6, 3–6      |
| Finalista | 13. | Mayo de 1997       | Gran Bretaña   | Tierra batida | Nana Miyagi             | Nicole Arendt Manon Bollegraf          | 1–6, 6–3, 7–5 |
| Finalista | 14. | Mayo de 1998       | España         | Tierra batida | Nicole Pratt            | Florencia Labat Dominique Monami       | 3–6, 1–6      |
| Ganadora  | 15. | Junio de 2000      | Inglaterra     | Cespéd        | Lisa McShea             | Cara Black Irina Selyutina             | 6–3, 7–6(7–5) |
| Ganadora  | 16. | Octubre de 2001    | Japón          | Dura          | Liezel Huber            | Janet Lee Wynne Prakusya               | 6–2, 6–0      |